# 사라예보의 죽음
사라예보의 죽음(Smrt u Sarajevu, Death in Sarajevo)은 프랑스에서 제작된 다니스 타노비치 감독의 2016년 드라마 영화이다. 스네자나 마르코비치 등이 주연으로 출연하였다.

## 출연

### 주연
- 스네자나 마르코비치
- 이주딘 바이로빅
- 베드라나 섹산
- 무하메드 해드조빅